# Novo Repartimento
Novo Repartimento är en kommun i Brasilien.   Den ligger i delstaten Pará, i den centrala delen av landet, 1 300 km norr om huvudstaden Brasília. Antalet invånare är 62 124.
I omgivningarna runt Novo Repartimento växer i huvudsak städsegrön lövskog. Runt Novo Repartimento är det mycket glesbefolkat, med 3 invånare per kvadratkilometer.